# Antwerpibalaena liberatlas
Antwerpibalaena liberatlas — викопний вид вусатих китів родини китових (Balaenidae), що існував у пліоцені (3,21-2,76 млн років тому). Описаний у 2020 році.

## Назва
Родова назва Antwerpibalaena перекладається як «кит з Антверпена». Видова назва liberatlas з латини означає «вільний атлас» (атлас — перший шийний хребець), оскільки атлас знайдений відокремлено від решти кісток.

## Скам'янілості
Викопні рештки ссавця знайдені неподалік шлюзу Кілдрехт на лівому березі річки Шельда у провінції Антверпен на півночі Бельгії. Було виявлено фрагменти черепа та посткраніального скелета. Голотип включає фрагментарний базикраній, обидва тимпаноперіотики, праву слухову кісточку, обидві щелепи, частини під'язикового апарату, праву передню кінцівку, усі сім шийних хребців, п'ять грудних хребців, грудину та кілька ребер.

## Опис
За оцінками, кит сягав 9,5-12 м завдовжки.